# Carl Anton Stölzle
Carl Anton Stölzle (19. září 1802 Granitz – 28. března 1865 Nagelberg) byl rakouský sklářský podnikatel a politik německé národnosti, v 2. polovině 19. století poslanec Říšské rady.

## Biografie
Narodil se v osadě Granitz (Hranice) v okrese České Budějovice. Byl synem lesníka. Po absolvování školy nastoupil jako zeměměřič a působil v Dolních Rakousích a Štýrsku. V roce 1830 se oženil s dcerou statkáře. Po její předčasné smrti zdědil majetek. Krátce studoval na vídeňské polytechnice. Roku 1835 si od panství Weitra (Vitoraz) pronajal sklárny Joachimstal a Schwarzau, kde pracovalo 84 sklářů. Firma Stölzle se pak roku 1839 poprvé prezentovala na živnostenské výstavě ve Vídni. Zaměřovala se na čiré i barevné sklo. Od roku 1846 si pronajal (a roku 1858 koupil) sklárny v Nagelbergu a dále rozšiřoval své podnikání. Provozoval i sklárnu v Suchdole nad Lužnicí. V roce 1857 koupil sklárnu v Neuhütte (Skleněné Hutě).
Po obnovení ústavní vlády se zapojil i do politiky. Od roku 1861 do roku 1865 byl poslancem Dolnorakouského zemského sněmu. Zemský sněm ho roku 1861 delegoval i do Říšské rady (tehdy ještě volené nepřímo) za Dolní Rakousy (kurie venkovských obcí, obvod Waidhofen an der Thaya). Rezignace oznámena dopisem 4. prosince 1863. K roku 1861 se uvádí jako majitel sklárny a statku, bytem v Nagelberg. Zasedal rovněž v obecní radě v Harmanschlagu.
Jeho synem byl podnikatel Rudolf Stölzle.